# Gle Loebo
Gle Loebo är en kulle i Indonesien.   Den ligger i provinsen Aceh, i den västra delen av landet, 1 800 km nordväst om huvudstaden Jakarta. Toppen på Gle Loebo är 66 meter över havet, eller 53 meter över den omgivande terrängen. Bredden vid basen är 3,4 km.
Terrängen runt Gle Loebo är varierad. Havet är nära Gle Loebo åt sydväst. Runt Gle Loebo är det ganska tätbefolkat, med 179 invånare per kvadratkilometer. Närmaste större samhälle är Banda Aceh, 11,5 km nordost om Gle Loebo. Trakten runt Gle Loebo består till största delen av jordbruksmark.